# Hallo Robbie!
Hallo Robbie! var en tysk teveserie som sändes på ZDF i totalt 76 45-minutersavsnitt över 8 säsonger åren 2001 till 2009. Den handlar om sjölejonhonan Robbie och utspelar sig på Rügen.